# Im Angesicht des Toten
Im Angesicht des Toten ist ein deutsches Stummfilmdrama aus dem Jahre 1916 von Walter Schmidthässler mit Emil Jannings und Margarete Ferida in den Hauptrollen.

## Handlung
Im Angesicht des Toten, so fühlt sich der Maler Paul Werner, als er an das Sterbebett seines Freundes und früheren Verlobten seiner Schwester Maria gerufen wird. Dieser möchte nämlich in seinem allerletzten Lebensabschnitt sein Gewissen erleichtern und den Grund benennen, weshalb er damals Maria sitzen ließ. Eine andere Frau, deren Namen der Todgeweihte nicht kennt, sei zwischen ihm und Maria gekommen und habe ihn so lange um den Finger gewickelt, bis er Pauls Schwester verließ. Von dieser „Sirene“ besitze er nur ein Gedicht und mehrere Liebesbriefe. 
Paul beschließt, den Dingen auf den Grund zu gehen und die verhängnisvolle Dame ausfindig zu machen. Er plant, sich an jener Frau für das Unrecht, das Maria einst erfahren musste und in den Tod trieb, zu rächen. Bald erfährt er, dass es sich bei jener Verführerin um eine gewisse Bianka handelt, die Gattin eines Gesandten. Paul soll sie in der Rolle der Pharaonenkönigin Cleopatra malen. Auch bei ihm versucht Bianka, ihr Liebesnetz über ihn auszuwerfen und ihn in ihre Fänge zu bekommen. Doch Paul widersteht und nimmt mit seinem Bildnis an Bianka „künstlerische Rache“. Trotz der dadurch erfahrenen Genugtuung trägt Paul Werner schwer an seiner Tat und beschließt anschließend, ins Kloster zu gehen.

## Produktionsnotizen
Im Angesicht des Toten besaß vier Akte, verteilt auf eine Länge von 1387 Metern, und erhielt Jugendverbot. Der Film passierte die Zensur im Mai 1916 und wurde wahrscheinlich kurz darauf uraufgeführt. 
In Österreich-Ungarn lief der Streifen unter dem Titel Die Tote gerächt.

## Kritik
Paimann’s Filmlisten resümierte: „Stoff recht gut, Photos, Spiel und Szenerie sehr gut. Schluß schwächer.“